# Lasiopogon schizopygus
Lasiopogon schizopygus är en tvåvingeart som beskrevs av Cannings 2002. Lasiopogon schizopygus ingår i släktet Lasiopogon och familjen rovflugor. Inga underarter finns listade i Catalogue of Life.